# 中兴 (南齐)
中兴（501年三月－502年三月）是南朝齊和帝萧宝融的年号，共1年。

## 纪年
| 中兴 | 元年  | 二年  |
| ---- | ----- | ----- |
| 公元 | 501年 | 502年 |
| 干支 | 辛巳  | 壬午  |

## 參看
- 中国年号索引
  - 其他使用中兴年號的政權
- 同期存在的其他政权年号
  - 景明（500年正月－504年正月）：北魏政权北魏宣武帝元恪年号
  - 太安（492年－505年）：柔然政权候其伏代库者可汗那盖年号
  - 承平：高昌政权麴嘉年号